# Filiberto Rivera
Filiberto Rivera Isaac (Hato Rey, 28 settembre 1982) è un cestista portoricano.

## Carriera
Ha frequentato la University of Texas at El Paso (UTEP).
Con Porto Rico ha disputato due edizioni dei Campionati mondiali (2006, 2010) e tre dei Campionati americani (2005, 2007, 2009).

## Palmarès
- Campionati messicani: 1

Halcones Rojos Veracruz: 2014
- Campionati portoricani: 2

Santeros de Aguada: 2019
Gigantes de Carolina: 2023